# Life is Strange 2
Life is Strange 2 är ett episodiskt actionäventyrsspel utvecklat av Dontnod Entertainment och utgivet av Square Enix. Spelet är det tredje spelet som släppts i serien, Life Is Strange dock det andra i kronologisk ordning. 
Spelet är fristående från de tidigare spelen i serien. Det första avsnittet släpptes i september 2018 och det femte och sista i december 2019. 

## Handling
Spelet handlar om bröderna Sean och Daniel Diaz som efter en tragisk incident måste fly från sitt hem i Seattle. Med rädslan för polisen och att hantera Daniels superkrafter bestämmer sig Sean att han och hans 10-årige lillebror ska fly till Mexiko. Plötsligt är 16-årige Sean ansvarig för Daniels säkerhet, trygghet och för att lära honom vad som är rätt och fel. Alla de val som Sean väljer avgör ödet för bröderna Diaz och liven på all människor som de möter under sin resa. Resan till Mexiko är lång och fylld av faror. Detta är resan som kan få Sean och Daniel att vara tillsammans för alltid... eller bli det som driver dem isär. 

## Spelets utformning
Spelaren tar kontroll över 16-årige Sean. Spelaren kan interagera med omgivningen, samla föremål, rita av omgivningen och prata med icke-spelbara karaktärer. Valen som spelaren gör kan leda in till olika delar av spelets handling och även förändra den. Dessutom så påverkar valen även hur Daniel och andra karaktärer beter sig.